# Studená (Eslováquia)
Studená é um município da Eslováquia, situado no distrito de Rimavská Sobota, na região de Banská Bystrica. Tem 1,73 km² de área e sua população em 2018 foi estimada em 274 habitantes.

## Demografia
| Ano:        | 1994 | 2004   | 2014   | 2024   |
| ----------- | ---- | ------ | ------ | ------ |
| Broj ljudi: | 293  | 277    | 273    | 280    |
| Razlika:    |      | -5,46% | -1,44% | +2,56% |

| Ano:               | 2023 | 2024   |
| ------------------ | ---- | ------ |
| Número de pessoas: | 287  | 280    |
| Diferença:         |      | -2,43% |